# 太平鳞毛蕨
太平鳞毛蕨（学名：Dryopteris pacifica）为鳞毛蕨科鳞毛蕨属下的一个种。模式标本采自日本。